# Tournoi de tennis de Genève (Challenger)
Ne doit pas être confondu avec Tournoi de tennis de Genève.
Le Geneva Open Challenger est un tournoi de tennis masculin créé en 1988, qui se tient chaque année à Genève, en Suisse. Il fait partie de l'ATP Challenger Tour. De 1988 à 2010, il se tenait en plein air, sur terre battue, au club de tennis de Drizia-Miremont. Depuis 2011, il se déroule en salle, sur une surface dure GreenSet, au Centre sportif de la queue d'Arve.
Le tournoi est organisé par le promoteur d'événements sportifs Daniel Perroud et l'ancien champion olympique de tennis Marc Rosset. Il a reçu le Jim McManus Challenger Award en 2013, qui récompense le meilleur tournoi challenger du monde.

## Palmarès

### Simple
| Date       | Vainqueur              | Finaliste              | Score         |
| ---------- | ---------------------- | ---------------------- | ------------- |
| 01/08/1988 | Gustavo Giussani       | Simone Colombo         | 6-4, 2-6, 6-3 |
| 31/07/1989 | Gilad Bloom            | Arnaud Boetsch         | 6-4, 6-1      |
| 20/08/1990 | Roberto Argüello       | Daniel Orsanic         | 6-3, 6-0      |
| 19/08/1991 | Marcos Górriz          | Dinu Pescariu          | 6-3, 6-2      |
| 17/08/1992 | Sergio Cortés          | Filip Dewulf           | 6-7, 6-2, 6-4 |
| 16/08/1993 | Gabriel Markus         | Karol Kučera           | 3-6, 6-2, 7-5 |
| 15/08/1994 | José Francisco Altur   | Martín Rodríguez       | 7-6, 6-4      |
| 14/08/1995 | Younès El Aynaoui      | Karim Alami            | 6-1, 6-4      |
| 19/08/1996 | Marcelo Charpentier    | Oliver Gross           | 6-2, 3-1, ab. |
| 18/08/1997 | Andrea Gaudenzi        | Alberto Martín         | 6-2, 6-1      |
| 24/08/1998 | Juan Albert Viloca     | Younès El Aynaoui      | 6-3, 6-4      |
| 23/08/1999 | Michel Kratochvil      | Orlin Stanoytchev      | 6-0, 6-1      |
| 21/08/2000 | Nicolas Thomann        | Alex Calatrava         | 6-4, 6-7, 6-1 |
| 20/08/2001 | Dennis van Scheppingen | Željko Krajan          | 6-3, 6-2      |
| 19/08/2002 | Kristof Vliegen        | Galo Blanco            | 6-2, 6-2      |
| 18/08/2003 | Stanislas Wawrinka     | Emilio Benfele Álvarez | 6-1, 7-5      |
| 16/08/2004 | Stanislas Wawrinka (2) | Christophe Rochus      | 4-6, 6-4, ab. |
| 22/08/2005 | Werner Eschauer        | Damian Patriarca       | 6-3, 6-1      |
| 21/08/2006 | Jérôme Haehnel         | Chris Guccione         | 7-6, 4-6, 6-3 |
| 20/08/2007 | Yuri Schukin           | Jesse Huta Galung      | 6-3, 6-2      |
| 18/08/2008 | Kristof Vliegen (2)    | Yuri Schukin           | 6-2, 6-1      |
| 17/08/2009 | Dominik Meffert        | Benjamin Balleret      | 6-3, 6-1      |
| 23/08/2010 | Grigor Dimitrov        | Pablo Andújar          | 6-2, 4-6, 6-4 |
| 07/11/2011 | Malek Jaziri           | Mischa Zverev          | 4-6, 6-3, 6-3 |
| 29/10/2012 | Marc Gicquel           | Matthias Bachinger     | 3-6, 6-3, 6-4 |
| 28/10/2013 | Malek Jaziri (2)       | Jan-Lennard Struff     | 6-4, 6-3      |
| 27/10/2014 | Márcos Baghdatís       | Michał Przysiężny      | 6-1, 4-6, 6-3 |

### Double
| Date       | Vainqueurs                              | Finalistes                                | Score              |
| ---------- | --------------------------------------- | ----------------------------------------- | ------------------ |
| 01/08/1988 | Nevio Devide Stefano Mezzadri           | Mihnea-Ion Năstase Srinivasan Vasudevan   | 7-6, 4-6, 6-4      |
| 31/07/1989 | Peter Ballauff Ugo Pigato               | Arnaud Boetsch Sláva Doseděl              | 6-4, 6-3           |
| 20/08/1990 | Henrik Holm Nils Holm                   | Branislav Stankovič Richard Vogel         | 3-6, 7-5, 7-6      |
| 19/08/1991 | Vladimer Gabrichidze Martin Střelba     | Roberto Argüello Christian Miniussi       | 1-6, 6-3, 6-4      |
| 17/08/1992 | Filip Dewulf Tom Vanhoudt               | Alfonso González-Mora Marcelo Rebolledo   | 6-3, 6-2           |
| 16/08/1993 | Jan Apell Nicklas Utgren                | Claudio Mezzadri Christian Miniussi       | 6-4, 6-2           |
| 15/08/1994 | Luis Lobo Daniel Orsanic                | Brett Dickinson Glenn Wilson              | 1-6, 7-6, 6-4      |
| 14/08/1995 | Clinton Ferreira Gábor Köves            | Stéphane Manai Patrick Mohr               | 6-4, 6-2           |
| 19/08/1996 | Patrick Baur Jens Knippschild           | George Bastl Michel Kratochvil            | 6-1, 6-1           |
| 18/08/1997 | Diego del Río Mariano Puerta            | Guillaume Marx Olivier Morel              | 6-3, 6-4           |
| 24/08/1998 | Rikard Bergh Jens Knippschild (2)       | Michal Tabara Radomír Vašek               | 6-2, 3-6, 6-4      |
| 23/08/1999 | Emilio Benfele Álvarez Álex López Morón | Paul Hanley Nathan Healey                 | 7-5, 6-3           |
| 21/08/2000 | Diego del Río Edgardo Massa             | Yves Allegro Julien Cuaz                  | 7-5, 7-6           |
| 20/08/2001 | Diego del Río (3) Orlin Stanoytchev     | Feliciano López Francisco Roig            | 2-6, 7-6, 7-6      |
| 19/08/2002 | Victor Hănescu Leonardo Olguin          | Andrés Schneiter Orlin Stanoytchev        | 1-6, 6-4, 6-4      |
| 18/08/2003 | Álex López Morón (2) Andrés Schneiter   | Emilio Benfele Álvarez Philipp Petzschner | 6-4, 5-7, 7-6      |
| 16/08/2004 | Tomáš Cibulec David Škoch               | Werner Eschauer Herbert Wiltschnig        | 6-2, 6-4           |
| 22/08/2005 | Rubén Ramírez Hidalgo Santiago Ventura  | Stéphane Bohli Roman Valent               | 6-3, 7-5           |
| 21/08/2006 | Michal Navrátil Yuri Schukin            | Konstantinos Economidis Lovro Zovko       | 1-6, 6-2, [10-6]   |
| 20/08/2007 | Sebastián Decoud Yuri Schukin (2)       | James Cerretani Olivier Charroin          | 6-3, 6-7, [10-4]   |
| 18/08/2008 | Daniel Köllerer Frank Moser             | Rameez Junaid Philipp Marx                | 7-6, 3-6, [10-8]   |
| 17/08/2009 | Diego Álvarez Juan-Martín Aranguren     | Henri Laaksonen Philipp Oswald            | 6-4, 4-6, [10-2]   |
| 23/08/2010 | Gero Kretschmer Alexander Satschko      | Philipp Oswald Martin Slanar              | 6-3, 4-6, [11-9]   |
| 07/11/2011 | Igor Andreev Evgeny Donskoy             | James Cerretani Adil Shamasdin            | 7-61, 7-62         |
| 29/10/2012 | Johan Brunström Raven Klaasen           | Philipp Marx Florin Mergea                | 7-62, 65-7, [10-5] |
| 28/10/2013 | Oliver Marach Florin Mergea             | František Čermák Philipp Oswald           | 6-4, 6-3           |
| 27/10/2014 | Johan Brunström Nicholas Monroe         | Oliver Marach Philipp Oswald              | 5-7, 7-5, [10-6]   |